# Авије (Вогези)
Авије (фр. Avillers) насеље је и општина у североисточној Француској у региону Лорена, у департману Вогези која припада префектури Епинал.
По подацима из 2011. године у општини је живело 93 становника, а густина насељености је износила 13,44 становника/km². Општина се простире на површини од 6,92 km². Налази се на средњој надморској висини од 290 метара (максималној 395 m, а минималној 272 m).

## Демографија
| 1962. | 1968. | 1975. | 1982. | 1990. | 1999. | 2011. |
| ----- | ----- | ----- | ----- | ----- | ----- | ----- |
| 89    | 77    | 66    | 62    | 78    | 88    | 93    |

График промене броја становника у току последњих година